# Lindenius albilabris
Lindenius albilabris är en stekelart som först beskrevs av Fabricius 1793.  Lindenius albilabris ingår i släktet Lindenius, och familjen Crabronidae. Arten är reproducerande i Sverige.